# (19999) Depardieu
(19999) Depardieu ist ein Asteroid des inneren Hauptgürtels, einem Asteroidenfeld zwischen Mars und Jupiter. Der Asteroid wurde am 18. Januar 1991 von dem belgischen Astronomen Eric Walter Elst am französischen Observatoire de Haute-Provence im Département Alpes-de-Haute-Provence (IAU-Code 511) entdeckt.
Mittlere Sonnenentfernung (große Halbachse), Exzentrizität und Neigung der Bahnebene des Asteroiden ähneln grob den Bahndaten der Mitglieder der Flora-Familie, einer großen Gruppe von Asteroiden, die nach (8) Flora benannt ist. Asteroiden der Flora-Familie bewegen sich in einer Bahnresonanz von 4:9 mit dem Planeten Mars um die Sonne. Die Gruppe wird auch Ariadne-Familie genannt nach dem Asteroiden (43) Ariadne.
(19999) Depardieu wurde am 23. September 2010 nach dem Schauspieler Gérard Depardieu (* 1948) benannt. In der Widmung erwähnt wurden seine Auftritte in den Filmen Jean Florette von 1986 und Die siebente Saite von 1991. Die Benennung ehrt auch den Sohn Gérard Depardieus Guillaume Depardieu (1971–2008).